# Cesare Maria De Vecchi
Pour les articles homonymes, voir De Vecchi.
Cesare Maria De Vecchi (né à Casale Monferrato le 14 novembre 1884, mort à Rome le 23 juin 1959) est un militaire et un homme politique italien.

## Biographie
Diplômé en droit (1906) puis par la suite en lettres et philosophie (1908), il est avocat à Turin et participe à la vie culturelle de la cité, en étant par exemple par deux fois secrétaire de la Société promotrice des beaux-arts de Turin. Il prend part à toute la Première Guerre mondiale, étant déjà sous les drapeaux au moment de la déclaration du conflit. Il est capitaine d'artillerie.
À son retour il adhère au mouvement fasciste dont il représente l'aile monarchique et modérée. Président des anciens combattants turinois, il est élu le 15 mai 1921 député dans le collège de Turin. À la Chambre, il fait partie du groupe parlementaire fasciste dont il devient le premier vice-président, Costanzo Ciano étant le second vice-président, et Benito Mussolini le président.
Commandant général de la milice en 1923, il participe en qualité de membre du quadriumvirat à la marche sur Rome même s'il n'approuve pas ce choix. Il représente à l'intérieur du mouvement fasciste l'aile monarchique et légitimiste. Il soutient l'idée d'un gouvernement Antonio Salandra avec la participation des fascistes. Il est sous-secrétaire à l'assistance militaire et aux pensions de guerre, puis en 1923 au Trésor.

### Présence en Somalie
Du 21 mai 1923 à mai 1928 il est gouverneur de la Somalie, une charge qui l'éloigne de la scène politique nationale. Il obtient le titre de comte de Val Cismon (en souvenir des combats qu'il a menés au pont de Corlo dans le Val Cismon en octobre 1918). Après avoir rejoint la Somalie, De Vecchi trouve seulement une partie du pays sous le contrôle du gouvernement colonial italien. Sur la base d'une loi  italienne il place sous son contrôle les territoires des sultanats de Midjertein et d'Obbia qui étaient jusque là des protectorats. En 1925 il est nommé sénateur après un premier échec en 1924.

### Charges successives
Le 16 mai 1929, il est nommé membre de la commission pour l'examen des accords du Latran, avant de devenir en juin le premier ambassadeur auprès du Vatican, charge qu'il conserve jusqu'en janvier 1935. Il assume différentes charges :
- membre de la commission pour les jugements de la Haute cour de justice du 27 décembre 1929 au 19 janvier 1934 et du 1er mai 1934 au 24 janvier 1935 ;
- commissaire des archives d'État de 1934 au 24 janvier 1935 ;
- membre de la commission consultative pour la détermination des organismes qui peuvent être candidats aux élections politiques (7 décembre 1932) ;
- membre de la commission pour la vérification des titres des nouveaux sénateurs (22 mars 1933-19 janvier 1934) ;
- membre de la commission pour l'examen des projets de loi « Constitution et fonctions des corporations » (8 janvier 1934) ;
- président de la commission pour la vérification des titres des nouveaux sénateurs (30 avril 1934-24 janvier 1935) ;
- membre de la commission pour le règlement intérieur (1er mai 1934-24 janvier 1935) ;
- membre de la commission des forces armées (17 avril 1939-5 août 1943).

Il abandonne un grand nombre de charges parce qu'il devient ministre de l'Education nationale du 24 janvier 1935 au 15 novembre 1936.
Il est également président de la commission centrale des études historiques et la société nationale pour l'histoire du Risorgimento. Il défend la thèse suivant laquelle le Risorgimento débuterait avec le siège de Turin de 1706, et il donne une place importante à la maison de Savoie dans ce mouvement.
En novembre 1936, il se rend en visite à Rhodes pour assister à des négociations. À son retour il se risque à demander à Mussolini la charge de gouverneur de l'Égée, ce que le Duce accepte. De Vecchi devient alors « gouverneur des possessions italiennes des îles de l'Égée », jusqu'au 27 novembre 1940, période de l'entrée en guerre de l'Italie contre la Grèce. La motivation de cette nouvelle charge hors d'Italie est déterminée par les confrontations qu'a De Vecchi avec Achille Starace et Roberto Farinacci et les inimitiés qu'il rencontre au sein du parti, mais aussi, selon Galeazzo Ciano, à la nécessité d'« éloigner l'homme en lui confiant une charge prestigieuse ».

### Guerre
De retour en Italie en décembre 1940, De Vecchi n'a plus de charge officielle jusqu'en juillet 1943 ;  il est le dernier membre fondateur du Grand Conseil du fascisme. Le 24 juillet 1943, convoqué pour la séance du grand conseil, il vote en faveur de l'ordre du jour de Dino Grandi qui retire à Benito Mussolini son rôle de commandant des forces armées et il prend le commandement de la 215e division côtière en Toscane. Après la libération de Benito Mussolini et la constitution de la République sociale italienne (RSI), il est condamné à mort par contumace lors du procès de Vérone. De Vecchi parvient à s'échapper grâce à la protection des salésiens qui le cachent en Italie. On lui procure un passeport paraguayen, puis il s'établit en Argentine en juin 1947.

### Après-guerre
Il revient en Italie seulement en juin 1949 après que la Cour de cassation a cassé sans renvoi la sentence de la Cour d'appel de Rome le condamnant à cinq ans de réclusion pour avoir promu et dirigé la marche sur Rome.

## Titres
Pendant la Seconde Guerre mondiale, il est nommé général de brigade. Il obtient sur le champ de bataille trois fois la médaille d'argent et deux fois la médaille de bronze de la valeur militaire.
Il reçut au cours de sa carrière beaucoup de titres honorifiques. Parmi celle-ci: commandeur de l'Ordre de la Couronne d'Italie 11 juin 1922 ; grand croix de la couronne d'Italie 18 novembre 1923 ; commandeur de l'Ordre des saints Maurice et Lazare 17 décembre 1922, puis grand croix du même Ordre 24 juin 1929 ; il est en outre chevalier de l'Ordre militaire de Savoie, grand officier de l'ordre colonial de l'étoile d'Italie, titulaire de la médaille de bronze de la valeur civile.
En plus des charges institutionnelles, il assuma celle de président de l'institut pour l'histoire du Risorgimento (août 1933), ainsi qu'associé national de l'Académie des Lyncéens (6 mai 1935-4 janvier 1946) et président de la caisse d'épargne de Turin.